# Kristin Otto
Kristin Otto (Leipzig, Istočna Njemačka danas Njemačka, 7. veljače 1966.) je bivša njemačka plivačica, šesterostruka olimpijska pobjednica.
Otto je na Igrama u Seulu 1988. godine ostvarila pothvat kojim je ušla u povijest njemačkog i svjetskog ženskog plivanja, kada je osvojila čak 6 zlatnih medalja, od čega četiri u pojedinačnim disciplinama.
Završila je karijeru relativno rano, s 23 godine starosti. Danas radi kao televizijski sportski komentator.